# Johan Ekeroth
Johan Ekeroth, född omkring 1708, död 2 mars 1764 i Järbo församling, Älvsborgs län, var skarprättare i Värmland, Örebro och Göteborg. Han avrättade två kvinnor för barnamord genom halshuggning och bränning på bål; Anna Pålsdotter från Kråkehult 1760 och Anna Andersdotter i Rörvalla 1762.
Ekeroth tillhörde resandefolket och omnämns vara "ifrån Örebro" i födelseboken när dottern Anna Maria föddes i Södra Råda socken i Värmland i 18 oktober 1740. Han var verksam som skarprättare i Göteborg mellan åren 1752-1764 och övertog bödelshuset på väderkvarnsberget i staden.
Ekeroth efterlystes vid ett flertal tillfällen då han misstänktes för brott. Den 19 augusti 1745 skrev Uppsala landskansli att Ekeroth skulle gripas och föras till slottsarresten om han skulle påträffas eftersom han hade stulit ett antal hästar och en vagn i Örebro. Han beskrivs vara kortväxt och ha "ljusgult rakt hår, ögonbryn och skägg".